# Biskupstwo kurlandzkie
Biskupstwo kurlandzkie, inaczej też biskupstwo kurońskie (łac. Episcopatus Curoniensis, dolniem. Bisdom Curland) – zależna od zakonu krzyżackiego jednostka administracyjna Kościoła katolickiego na terenie Kurlandii, wchodząca w skład utworzonej w 1255 r. metropolii w Rydze.
Siedzibą utworzonego w 1243 r. biskupstwa był Piltyń. Domena biskupa obejmowała około 1/3 obszaru diecezji i nie stanowiła zwartego obszaru. Od 1263 r. biskup kurlandzki był członkiem zakonu krzyżackiego, od 1290 r. do zakonu tego należeli również członkowie kapituły biskupiej. W 1521 r. biskupi kurlandzcy uzyskali status książąt Rzeszy, dorównując pod tym względem pozostałym biskupom inflanckim.
Na przełomie maja i czerwca 1560 r. domena biskupa kurlandzkiego za kwotę 9200 talarów została sprzedana przez biskupa Johanna von Münchhausena księciu duńskiemu Magnusowi. Magnus nabył także prawa do następstwa od Ulricha Behra, koadiutora biskupa von Münchhausena. Po śmierci księcia Magnusa ziemie będące uprzednio uposażeniem biskupa kurlandzkiego zostały przyłączone do unii polsko-litewskiej, na podstawie traktatu polsko-duńskiego, zawartego 10 kwietnia 1585 r. w Kronborgu.

## Biskupi
- 1234-1236/37 – Engelbert
- 1245-1250 – nn.
- 1251-1263 – Heinrich z Lützelburga
- 1263-1292 – Edmund z Werth, OT[d]
- 1300-1321? – Burkhard, OT
- 1322-1330/32? – Paul, OT
- 1328-1331/32 – Johann I
- 1332-1353 – Johann II
- 1354-1359? – Ludolf, OT
- 1360-1371? – Jacob, OT
- 1371-1398? – Otto, OT
- 1399-1404? – Rutger von Brüggenei, OT
- 1405-1424 – Gottschalk Schutte, OT
- 1424-1425 – Dietrich Tanke, OT
- 1425-1456 – Johann IV Tiergart, OT
- 1457-1473 – Paul II Einwald
- 1473-1500 – Martin Lewitz
- 1500-1500 – Michael Sculteti
- 1501-1523 – Heinrich II Basedow, OT
- 1524-1540 – Hermann II Konnenberg
- 1540-1560 – Johann IV of Münchausen